# علي بن صدقة الحلبي
علاء الدين علي بن عبد الله بن علي بن صدقة الحلبي البانقوسي (؟ - يناير 1568) (؟ - رجب 975) متصوف مسلم وشاعر عربي شامي من أهل القرن السادس عشر الميلادي/ العاشر الهجري. من أهل حلب. كان من المَلامَتيّة وشاعرٌ على طريقة الصوفية. له ديوان وعدة رسائل. توفي في دمشق. 

## مؤلفاته
من نثره:
- شرح على رسالة الشّيخ رِسلان
- رسالة في السيرة النبويّة
- ديوان شعره